# Trachylinae
Die Unterklasse Trachylinae (zu deutsch Starrfäden) enthält Nesseltiere der Klasse der Hydrozoen (Hydrozoa). Trachylinae sind relativ kleine Medusen, leben im Meer, vor allem in tropischen und subtropischen Regionen, und sind ein bedeutender Teil des Zooplanktons. Sie sind Hochseetiere, die vor allem in größeren und mittleren Meerestiefen vorkommen. Arten der Trachylinae wurden noch in Tiefen von 6000 Metern gefunden.
Trachylinae haben nur ein Medusen-, kein Polypenstadium mehr. Einige Arten sind sekundär wieder zu Bodenbewohnern geworden.
Bei ihrer Erstbeschreibung 1879 unterschied Haeckel sie von den Leptolinae (heute Hydroidolina), unter anderem anhand ihrer starren und steifen Tentakel sowie der Tatsache, dass meist kein Generationswechsel erfolgt und fasste in ihnen die Trachymedusae sowie die Narcomedusae zusammen.
Spätere Forschungsergebnisse bestätigten die Trachylinae als Taxon, ergänzt um die Ordnungen Limnomedusae und Actinulidae.

## Systematik
Die hier angegebene Systematik folgt den Angaben des Hydrozoa Directory.
- Unterklasse Trachylinae Haeckel, 1879
  - Ordnung Limnomedusae Kramp, 1938
    - Familie Armorhydridae Swedmark & Teissier, 1958
    - Familie Microhydrulidae Bouillon & Deroux, 1967
    - Familie Monobrachiidae Naumov, 1960
    - Familie Olindiidae Haeckel, 1879

  - Ordnung Trachymedusae Haeckel, 1866
    - Familie Geryoniidae Péron & Lesueur, 1810
    - Familie Halicreatidae Fewkes, 1886
    - Familie Petasidae Haeckel, 1879
    - Familie Ptychogastriidae Mayer, 1910
    - Familie Rhopalonematidae Russell, 1953

  - Ordnung Narcomedusae Haeckel, 1879
    - Familie Aeginidae Gegenbaur, 1857
    - Familie Cuninidae Bigelow, 1913
    - Familie Solmarisidae Haeckel, 1879
    - Familie Tetraplatiidae Schuchert, 2007

  - Ordnung Actinulidae Swedmark & Teissier, 1958
    - Familie Halammohydridae Remane, 1927
    - Familie Otohydridae Swedmark & Teissier, 1958